# Spaniens U19-herrlandslag i fotboll
Spaniens U19-herrlandslag i fotboll, är Spaniens nationella U19-fotbollslag för herrar och kontrolleras av det spanska fotbollsförbundet Real Federación Española de Fútbol.

## Tävlingar

### U19-Europamästerskapet
| År     | Omgång             | S  | V  | O* | F  | GM  | IM |
| ------ | ------------------ | -- | -- | -- | -- | --- | -- |
| 2002   | Mästare            | 10 | 9  | 1  | 0  | 32  | 4  |
| 2003   | Andra kvalomgången | 3  | 1  | 1  | 1  | 3   | 2  |
| 2004   | Mästare            | 8  | 6  | 2  | 0  | 17  | 5  |
| 2005   | Elitomgången       | 3  | 2  | 0  | 1  | 5   | 1  |
| 2006   | Mästare            | 8  | 7  | 1  | 0  | 32  | 7  |
| 2007   | Mästare            | 8  | 5  | 3  | 0  | 16  | 5  |
| 2008   | Gruppspel          | 9  | 5  | 2  | 2  | 18  | 7  |
| 2009   | Gruppspel          | 9  | 6  | 0  | 3  | 21  | 7  |
| 2010   | Andra plats        | 11 | 8  | 1  | 2  | 25  | 10 |
| 2011   | Mästare            | 11 | 9  | 1  | 1  | 34  | 8  |
| 2012   | Mästare            | 8  | 6  | 2  | 0  | 17  | 10 |
| 2013   | Semifinal          | 7  | 5  | 1  | 1  | 11  | 5  |
| 2014   | Elitomgången       | 3  | 2  | 0  | 1  | 6   | 4  |
| Totalt | 10/13              | 98 | 71 | 15 | 12 | 237 | 75 |

*Oavgjorda matcher inkluderar utslagsmatcher som avgjorts på straffar.
**Guldfärgad bakgrund visar att turneringen vanns. Silverfärgad bakgrund visar att laget slutade på andra plats i turneringen.

## Individuella utmärkelser
Förutom lagvinster har spanska spelare vunnit individuella utmärkelser vid U19-Europamästerskapen.
| År   | Golden Player   |
| 2002 | Fernando Torres |
| 2004 | Juanfran        |
| 2006 | Alberto Bueno   |
| 2011 | Álex Fernández  |
| 2012 | Gerard Deulofeu |
| ---- | --------------- |

## Spelare

### Flest matcher
| Rank | Spelare           | Klubb(ar)                  | År        | Antal matcher |
| ---- | ----------------- | -------------------------- | --------- | ------------- |
| 1    | Aarón Ñíguez      | Valencia, Xerez, Iraklis   | 2006–2008 | 23            |
| 2    | Emilio Nsue       | Mallorca                   | 2006–2008 | 21            |
| 3    | Jorge Pulido      | Atlético Madrid            | 2008–2010 | 20            |
| 4    | Gerard Deulofeu   | Barcelona                  | 2011–2012 | 19            |
| 4    | Juanmi Jiménez    | Málaga                     | 2011–2012 | 19            |
| 6    | Daniel Aquino     | Murcia                     | 2007–2009 | 18            |
| 6    | César Azpilicueta | Osasuna                    | 2007–2008 | 18            |
| 8    | Francisco Mérida  | Arsenal, Real Sociedad     | 2007–2009 | 17            |
| 9    | Paco Alcácer      | Valencia                   | 2011–2012 | 16            |
| 9    | Markel Bergara    | Real Sociedad              | 2004–2005 | 16            |
| 9    | Mikel San José    | Athletic Bilbao, Liverpool | 2007–2008 | 16            |
| 9    | Pablo Sarabia     | Real Madrid, Getafe        | 2010–2011 | 16            |

Not: Klubb(ar) representerar spelarnas permanenta klubbar under tiden i U19-landslaget.

### Flest mål
| Rank | Spelare          | Klubb(ar)                | År        | Antal mål |
| ---- | ---------------- | ------------------------ | --------- | --------- |
| 1    | Juan Mata        | Real Madrid              | 2006–2007 | 12        |
| 2    | Alberto Bueno    | Real Madrid              | 2006–2007 | 11        |
| 2    | Álvaro Morata    | Real Madrid              | 2010–2011 | 11        |
| 4    | Juanmi Jiménez   | Málaga                   | 2011–2012 | 8         |
| 4    | Aarón Ñíguez     | Valencia, Xerez, Iraklis | 2006–2008 | 8         |
| 4    | Pablo Sarabia    | Real Madrid, Getafe      | 2010–2011 | 8         |
| 7    | Isco Alarcón     | Valencia                 | 2010–2011 | 7         |
| 7    | Paco Alcácer     | Valencia                 | 2011–2012 | 7         |
| 7    | Sergio García    | Barcelona                | 2001–2002 | 7         |
| 7    | Francisco Mérida | Arsenal, Real Sociedad   | 2007–2009 | 7         |
| 7    | Emilio Nsue      | Mallorca                 | 2006–2008 | 7         |

Not: Klubb(ar) representerar spelarnas permanenta klubbar under tiden i U19-landslaget.